# Ареф'єв Володимир Анатолійович
Володи́мир Анато́лійович Аре́ф'єв (нар. 20 травня 1949, Фрунзе) — український радянський і російський художник театру. Заслужений художник УРСР з 1978 року. 

## Біографічні дані
Народився 20 травня 1949 року в місті Фрунзе (нині Бішкек, Киргизстан). Син художника театру Анатолія Ареф'єва.
1973 закінчив Московський художній інститут імені Василя Сурикова.
Від 1974 працює в Дніпропетровському театрі опери та балету.

## Оформлені вистави
- Балет «Лісова пісня» Михайла Скорульського.
- Балет «Лускунчик» Петра Чайковського.
- Опера «Ріголетто» Джузеппе Верді.